# Astragalus cuatrecasasii
Astragalus cuatrecasasii är en ärtväxtart som beskrevs av James Francis Macbride. Astragalus cuatrecasasii ingår i släktet vedlar, och familjen ärtväxter. Inga underarter finns listade i Catalogue of Life.